# Julen Guimón Ugartechea
Julen (Julián) Guimón Ugartechea (bask. Julen Gimon; ur. 3 października 1931 w Bilbao, zm. 11 grudnia 2001 tamże) – hiszpański i baskijski polityk, prawnik oraz samorządowiec, członek Kongresu Deputowanych, od 1986 do 1987 eurodeputowany II kadencji, w latach 1983–1985 sekretarz generalny Demokratycznej Partii Ludowej.

## Życiorys
Zaangażowany w ruch antyfrankistowski, uczestniczył w konferencji polityków przeciwnych Francisco Franco w Monachium w 1962.
Ukończył studia prawnicze na Universidad de Deusto, kształcił się też na Uniwersytecie Yale. Obranił doktorat, pracował jako nauczyciel akademicki i wykładowca prawa politycznego na macierzystej uczelni. Praktykował też jako adwokat.
W 1976 należał do założycieli Baskijskiej Chrześcijańskiej Demokracji, potem od 1977 do 1982 pozostawał członkiem Unii Demokratycznego Centrum. W 1982 wraz z częścią działaczy przeszedł do Demokratycznej Partii Ludowej, do 1985 pozostawał jej sekretarzem generalnym i liderem w Kraju Basków. W 1979 i 1982 wybierany do Kongresu Deputowanych I i II kadencji. Od 1979 do 1990 należał też do lokalnego parlamentu Kraju Basków (Eusko Legebiltzarra). W latach 1983–1986 członek Zgromadzenia Parlamentarnego Rady Europy.
Od 1 stycznia 1986 do 5 lipca 1987 był posłem do Parlamentu Europejskiego w ramach delegacji krajowej. Przystąpił do Europejskiej Partii Ludowej, należał do jej prezydium. Później związany z Partią Ludową, do 1989 był jej sekretarzem generalnym w Kraju Basków. W 1990 przeszedł na polityczną emeryturę, zostając sędzią Audiència Provincial d'Àlaba.